# 许家台乡
许家台乡是天津市蓟县下辖的一个乡，全乡总人口10036人，劳动力4289人，其中从事农业1725人、采矿业601人、建筑业292人、运输业237人、商业234人、餐饮及其它200人。